# Frans Post

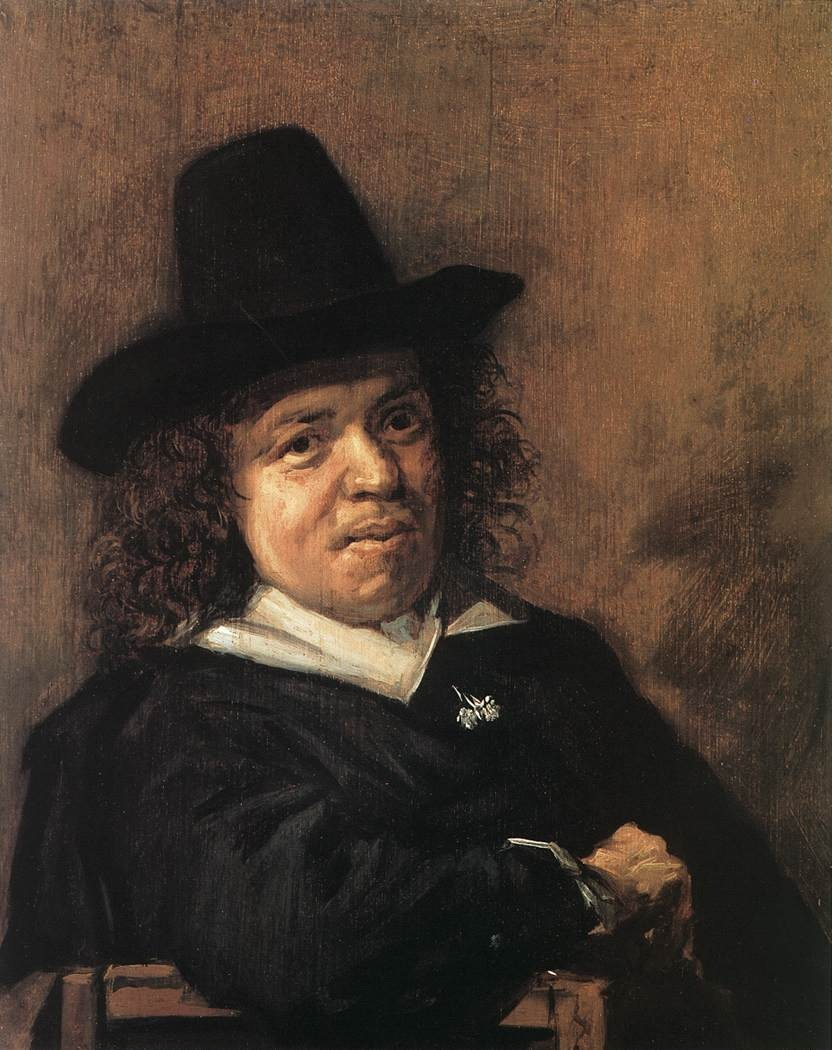
Portret van Frans Post door Frans Hals, ca. 1655, Worchester Art Museum, Worcester MA

Frans Jansz. Post (gedoopt Haarlem, 17 november 1612 - begraven aldaar, 17 februari 1680) was een Nederlands schilder, graveur en tekenaar behorend tot de Hollandse School.
Frans Post geldt als de eerste Europeaan die de Nieuwe Wereld vastlegde. Hij was gespecialiseerd in Braziliaanse landschappen. In 1636 reisde hij naar Nederlands-Brazilië op uitnodiging van graaf Johan Maurits van Nassau-Siegen die daar gouverneur-generaal was, op voorspraak van zijn broer Pieter Post. In 1644 keerde Post terug naar Haarlem. Naast schilderen maakte hij ook ontwerpen voor etsen die gebaseerd waren op zijn Braziliaanse schetsen. Op sommige schilderijen zijn traceerbare locaties afgebeeld. Bij andere schilderijen liet hij zijn fantasie de vrije loop. Het werk van Frans Post wordt tot de barok gerekend.

## Werk

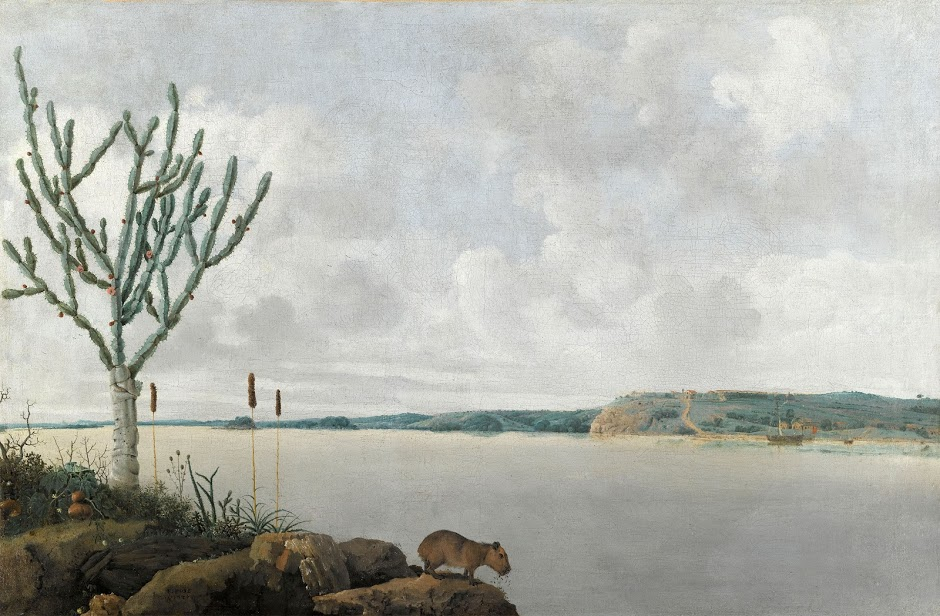
Rio São Francisco, 1635, Louvre, Parijs

Johan Maurits van Nassau-Siegen nam Post, Willem Piso, Georg Markgraf en Albert Eckhout mee naar Brazilië om het landschap, de bewoners en de flora en fauna vast te leggen. In het Noord-Hollands Archief in Haarlem werden in augustus 2012 vierendertig dierenprenten van de hand van Post ontdekt. Deze tekeningen maakte hij in 1636 in Brazilië. De tekeningen waren voorstudies. Tot dan toe waren van zijn hand geen losse afbeeldingen van dieren bekend. In 1647 maakte Casparus Barlaeus een verzameling met talrijke belangrijke kaarten en platen over de gebieden in Brazilië van het Nederlandse koloniale imperium uit die tijd. Dit werk, onder de titel Rerum per octennium in Brasilia gestarum historia, bevatte een aantal tekeningen van Frans Post.
In 1648 verscheen de eerste wetenschappelijke beschrijving van Brazilië, de Historia Naturalis Brasiliae. Het beschrijft onder meer uitgebreid de flora en fauna van Brazilië, die voor een deel worden geïllustreerd door de tekeningen van Post.

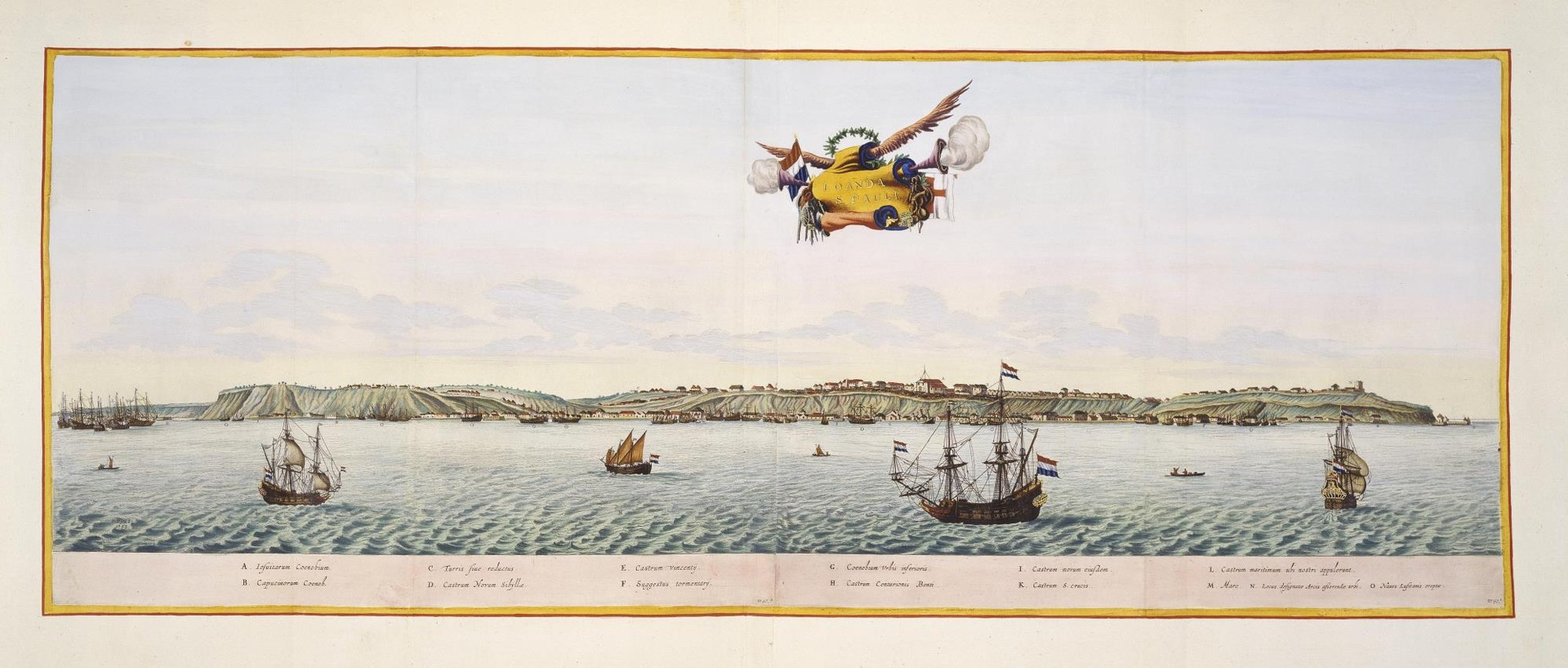
Verovering van Luanda door Cornelis Jol, 1641 (prent naar tekening van Frans Post), Österreichische Nationalbibliothek, Wenen

De landschappen van Post tonen de landschappen van de staat Pernambuco die tot 1654 onder Nederlands bewind stond. Op de voorgrond worden vaak oorspronkelijke bewoners en slaafgemaakten afgebeeld die op de suikerrietplantages te werk werden gesteld.

## Persoonlijk leven
Frans Janszoon Post, zoon van Jan Janszoon Post, was de broer van kunstschilder, architect (van onder andere het Mauritshuis) Pieter Post. In Haarlem was hij een bekende van Frans Hals en werd door hem geportretteerd.

## Schenking aan Frankrijk
In 1679 schonk Johan Maurits van Nassau-Siegen een aantal Braziliaanse schilderijen aan Lodewijk XIV. Een klein deel van deze verzameling is nu nog in het Louvre te bewonderen (zes van de ooit 34 geschonken doeken).

## Werk in collecties
Naar schatting bestaan er nog zo'n 175 schilderijen van de hand van Post.
De volgende musea bezitten zijn werk:
- Frans Hals Museum in Haarlem
- Louvre in Parijs
- Mauritshuis in Den Haag
- Rijksmuseum in Amsterdam
- Museum Boijmans Van Beuningen in Rotterdam
- Museu Nacional de Belas Artes in Rio de Janeiro
- Museu Chácara do Ceu in Rio de Janeiro
- Museu Maria Luiza e Oscar Americano in São Paulo
- Nederlands Scheepvaartmuseum Amsterdam
- Instituto Ricardo Brennand in Recife
- Metropolitan Museum of Art in New York
- Alte Pinakothek in München
- Thyssen-Bornemisza in Madrid
- Noord-Hollands Archief in Haarlem